# Kloster Lehnin (comună)
Kloster Lehnin este o comună din landul Brandenburg, Germania.